# Phyllostachys
Genre
Classification phylogénétique
Le genre Phyllostachys fait partie des Poaceae et regroupe plusieurs espèces de bambous. Ce sont pour nombre d'entre eux des bambous pouvant être cultivés jusqu'en Belgique.

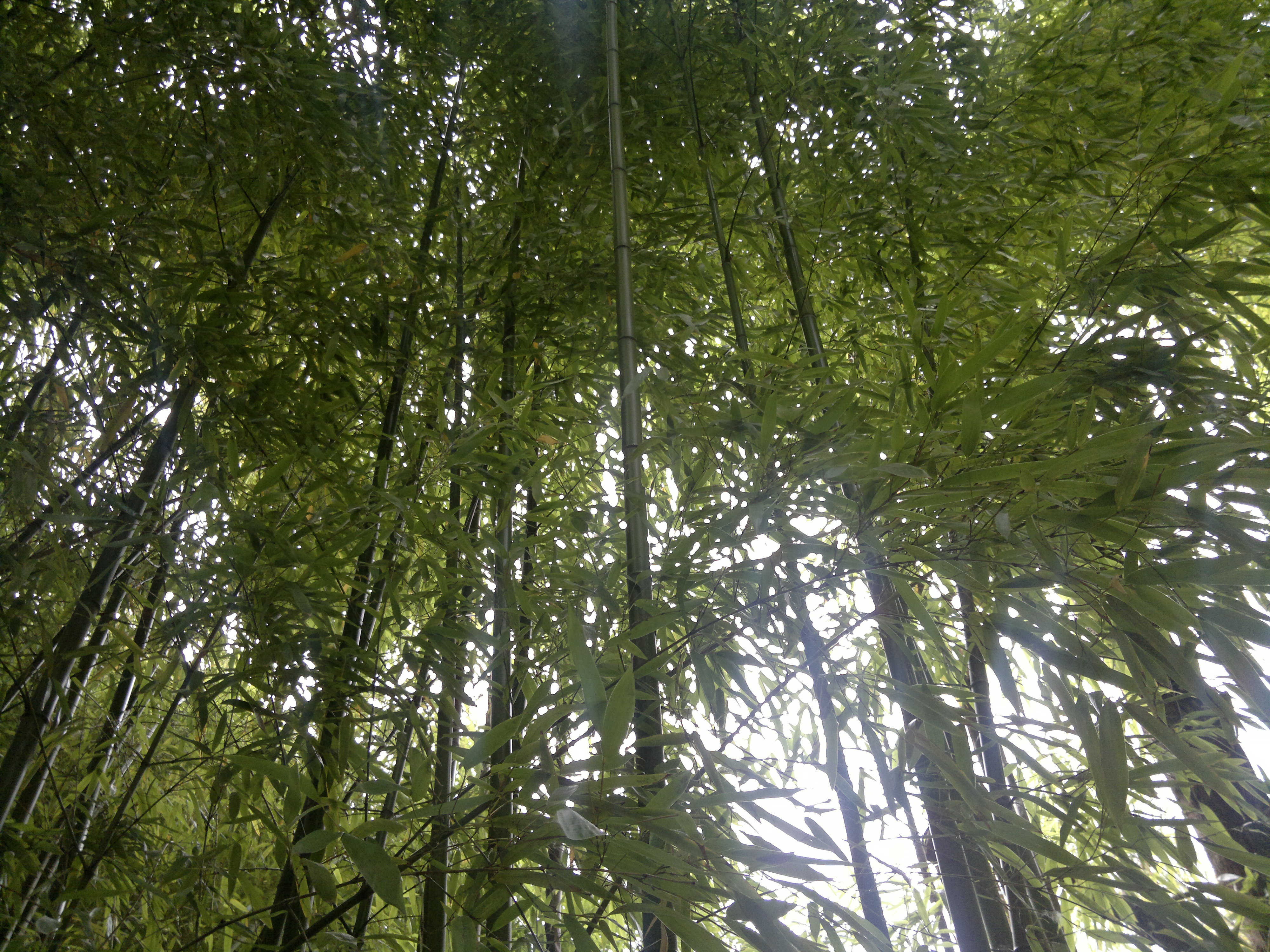
Forêt de bambou Phyllostachys viridiglaucescens

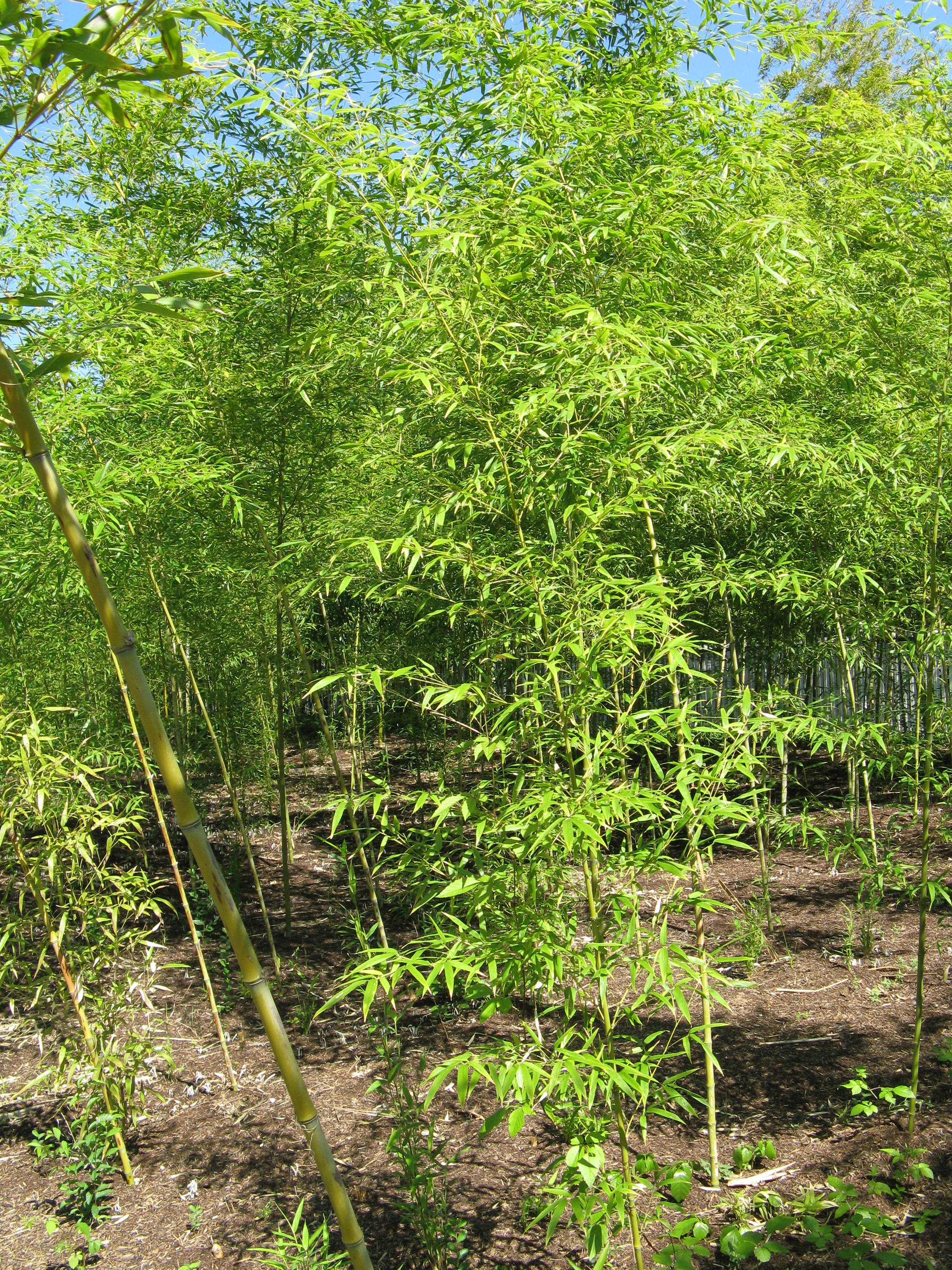
Bambou Phyllostachys aurea

Le genre Phyllostachys regroupe la plupart des espèces pouvant être trouvées en pépinière en Europe.

## Description
Les Phyllostachys se caractérisent par 2 branches de taille inégale aux nœuds de leurs chaumes. Un sillon sur l'entre-nœud est également présent.
Les Phyllostachys ont un rhizome leptomorphe, ils sont donc traçants et peuvent être envahissants. C'est le cas notamment en Nouvelle-Calédonie, notamment l'espèce Phyllostachys flexuosa,.

## Étymologie
Phyllo vient du grec ancien φύλλον (phýllon) :« feuille » et stachys du grec στάχυς (stáchus) : épi. Le Phyllostachys est donc un grand épi à feuilles.

## Taxonomie
Le genre a été décrit par Siebold et Zuccarini en 1843.
En l'absence de floraisons régulière, l'identification des espèces se fait principalement sur les caractères des feuilles caulinaires (c'est-à-dire les « feuilles » qui poussent directement sur la tige principale et non à l'extrémité des rameaux) visibles à l'émergence des jeunes chaumes au printemps,.
On regarde alors la couleur de base de la gaine foliaire (des feuilles caulinaires) ainsi que la présence ou l'absence sur celle-ci de taches et de pilosité. À la jonction entre la gaine et le limbe imparfait on regarde la présence ou l'absence d'oreillettes (et leur forme et couleur) et de longues soies. Le limbe imparfait peut être plat, ondulé voire fortement froissé. Chez la plupart des espèces il se replie vers le bas, mais reste horizontal voir dressé chez certaines autres. La ligule est également utile pour la détermination : elle peut être ciliée (à cils > ou < à la hauteur de la ligule) ou non et son rapport longueur sur largeur est également un critère.
Quelques rares caractères diagnostics sont observables sur les chaumes comme la présence ou l'absence d'une pruine blanchâtre (qui tend à disparaître rapidement), voire d'une pilosité sur les jeunes chaumes. On regarde également le rapport longueur sur largeur des entre-noeuds basaux.
Enfin la taille en hauteur ainsi que le diamètre maximum, des chaumes adultes, bien que dépendants du climat et donc relatifs, restent des critères de détermination utile.

## Liste des espèces et variétés
Selon World Checklist of Selected Plant Families (WCSP) (14 novembre 2016) :

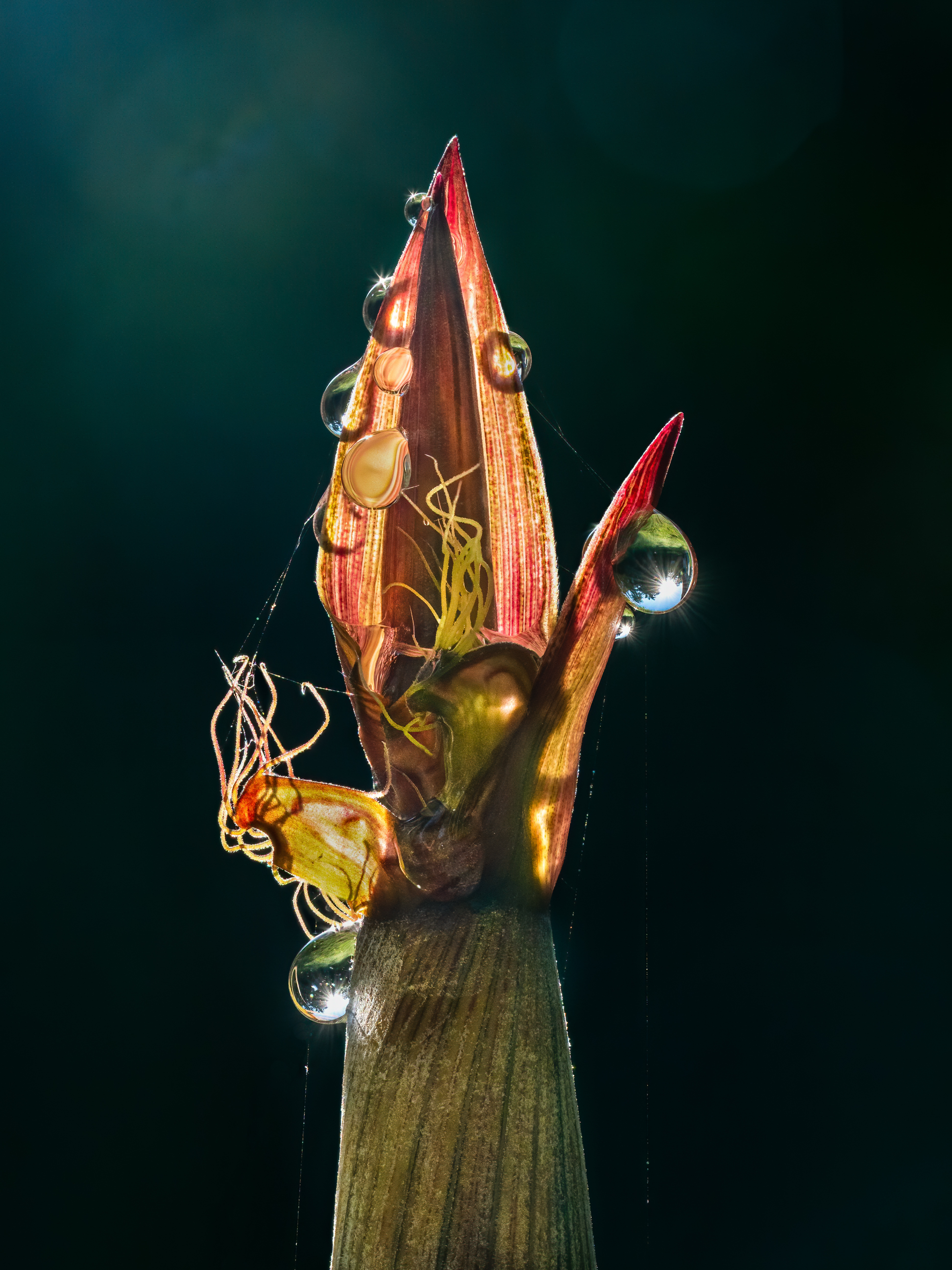
Jeune pousse de Phyllostachys aureosulcata spectabilis. Mai 2020.

- Phyllostachys acuta C.D.Chu & C.S.Chao (1980)
- Phyllostachys acutiligula G.H.Lai (2013)
- Phyllostachys albidula N.X.Ma & W.Y.Zhang (2012)
- Phyllostachys angusta McClure (1945)
- Phyllostachys arcana McClure (1945)
- Phyllostachys atrovaginata C.S.Chao & H.Y.Chou (1980)
- Phyllostachys aurea (André) Rivière & C.Rivière (1878) (2-4 m) devient jaune lorsqu'il est au soleil.
- Phyllostachys aureosulcata McClure (1945)
- Phyllostachys bissetii McClure (1956)
- Phyllostachys carnea G.H.Ye & Z.P.Wang (1989)
- Phyllostachys circumpilis C.Y.Yao & S.Y.Chen (1980)
- Phyllostachys compar W.Y.Zhang & N.X.Ma (2012)
- Phyllostachys corrugata G.H.Lai (2013)
- Phyllostachys dulcis McClure (1945)
- Phyllostachys edulis (Carrière) J.Houz. (1906), bambou Moso ou bambou d'hiver
- Phyllostachys elegans McClure (1956)
- Phyllostachys fimbriligula T.H.Wen (1983)
- Phyllostachys flexuosa Rivière & C.Rivière, Bull. Soc. Acclim. France, sér. 3 (1878)
- Phyllostachys funhuaensis (X.G.Wang & Z.M.Lu) N.X.Ma & G.H.Lai, Bull. Bot. Res. (2001)
- Phyllostachys glabrata S.Y.Chen & C.Y.Yao (1980)
- Phyllostachys glauca McClure (1956)
- Phyllostachys heteroclada Oliv. (1894)
- Phyllostachys hirtivagina G.H.Lai (2013)
- Phyllostachys incarnata T.H.Wen, Bull. Bot. Res. (1982)
- Phyllostachys iridescens C.Y.Yao & S.Y.Chen (1980)
- Phyllostachys kwangsiensis W.Y.Hsiung, Q.H.Dai & J.K.Liu (1980)
- Phyllostachys lofushanensis C.P.Wang, C.H.Hu & G.H.Ye, J. Nanjing Univ. (1981)
- Phyllostachys longiciliata G.H.Lai (2013)
- Phyllostachys makinoi Hayata (1915)
- Phyllostachys mannii Gamble (1896)
- Phyllostachys meyeri McClure (1945)
- Phyllostachys microphylla G.H.Lai (2013)
- Phyllostachys nidularia Munro, Gard. Chron., n.s. (1876)
- Phyllostachys nigella T.H.Wen, Bull. Bot. Res. (1982)
- Phyllostachys nigra (Lodd. ex Lindl.) Munro (1868)
  - variété Phyllostachys nigra var. henonis (Mitford) Rendle, J. Linn. Soc. (1904)
  - variété Phyllostachys nigra var. nigra
- Phyllostachys nuda McClure (1945)
- Phyllostachys parvifolia C.D.Chu & H.Y.Chou (1980)
- Phyllostachys platyglossa C.P.Wang & Z.H.Yu (1980)
- Phyllostachys primotina T.H.Wen (1984)
- Phyllostachys prominens W.Y.Hsiung (1980)
- Phyllostachys propinqua McClure (1945)
- Phyllostachys purpureociliata G.H.Lai (2013)
- Phyllostachys reticulata (Rupr.) K.Koch (1873)
- Phyllostachys rivalis H.R.Zhao & A.T.Liu (1980)
- Phyllostachys robustiramea S.Y.Chen & C.Y.Yao (1980)
- Phyllostachys rubicunda T.H.Wen (1978)
- Phyllostachys rubromarginata McClure (1940)
- Phyllostachys rutila T.H.Wen, Bull. Bot. Res. (1982)
- Phyllostachys shuchengensis S.C.Li & S.H.Wu (1981)
- Phyllostachys stimulosa H.R.Zhao & A.T.Liu (1980)
- Phyllostachys sulphurea (Carrière) Rivière & C.Rivière (1878)
- Phyllostachys tianmuensis Z.P.Wang & N.X.Ma, J. Nanjing Univ. (1983)
- Phyllostachys varioauriculata S.C.Li & S.H.Wu (1981)
- Phyllostachys veitchiana Rendle, J. Linn. Soc. (1904)
- Phyllostachys verrucosa G.H.Ye & Z.P.Wang, J. Nanjing Univ. (1983)
- Phyllostachys violascens Rivière & C.Rivière, Bull. Soc. Acclim. France, sér. 3 (1878)
- Phyllostachys virella T.H.Wen, Bull. Bot. Res. (1982)
- Phyllostachys viridiglaucescens (Carrière) Rivière & C.Rivière (1878), bambou géant (10-12m) pouvant être utilisé comme haie, chaumes vert foncé. pouvant supporter -22 °C, diamètre jusqu'à 100mm, comestible et doux en goût
- Phyllostachys viridis R.A.Young & McClure
- Phyllostachys vivax McClure (1945)
- Phyllostachys yunhoensis S.Y.Chen & C.Y.Yao (1980)
- Phyllostachys zhejiangensis G.H.Lai (2013)

## Cultivars
- Phyllostachys bambusoides 'Castillonis', (8-10m) c'est le bambou géant qui supporte le mieux le calcaire. Ses chaumes sont jaunes rayés de vert.
- Phyllostachys bambusoides 'Castillonis Inversa'
- Phyllostachys nigra 'henonis' bambou géant, (10-12m) pouvant être utilisé comme haie, chaumes vert sombre.
- Phyllostachys nigra 'boryana' bambou géant, (10-12m) pouvant être utilisé comme haie, chaumes vert tacheté.
- Phyllostachys pubescens heterocycla 'Kikko', variété relativement rare présentant des nœuds obliques, ce qui lui vaut son nom de Kikko (écaille de tortue)
- Phyllostachys vivax 'aureocaulis', (10-14m) identique au vivax mais aux chaumes de couleur jaune, cultivar instable pouvant avoir des lignes vertes, voire devenant complètement vert.
- Phyllostachys vivax 'huanwenzhu', (10-14m) identique au vivax mais aux chaumes de couleur vert clair rayés de jaune, cultivar stable.